# Runkolinja 30
La ligne 30 (finnois : Runkolinja 30) est une ligne de bus à haut niveau de service du réseau des bus de la région d'Helsinki en Finlande.
La ligne 30 est entrée en service le 16 août 2021.

## Parcours
La Runkolinja 30 dessert le parcours Eira–Kamppi–Munkkivuori–Myyrmäki dans les villes d'Helsinki et de Vantaa .
Au centre d'Helsinki, le parcours est quasiment identique à celui de la  ligne 20, mais cette dernière ne continue pas au nord de Munkkivuori.

## Objectifs
La Runkolinja 30 a remplacé les lignes 39 et 39 N.
Le changement faisait partie d'un ensemble de rénovations de lignes en août 2021, au cours duquel plusieurs lignes ont été supprimées ou modifiées et quatre nouvelles lignes principales : 20, 40 et 570 ont été créées et ont commencé à fonctionner en même temps,.